# Jingdezhen
Jingdezhen (chinois : 景德镇市 ; pinyin : jǐngdézhèn shì ; EFEO : King-te-tching ou Kingte-tching) est une ville-préfecture du nord de la province du Jiangxi en Chine. Elle est entourée par la ville-préfecture de Shangrao sur ses limites intérieures à la province du Jiangxi, et par la province de l'Anhui au Nord.

## Histoire

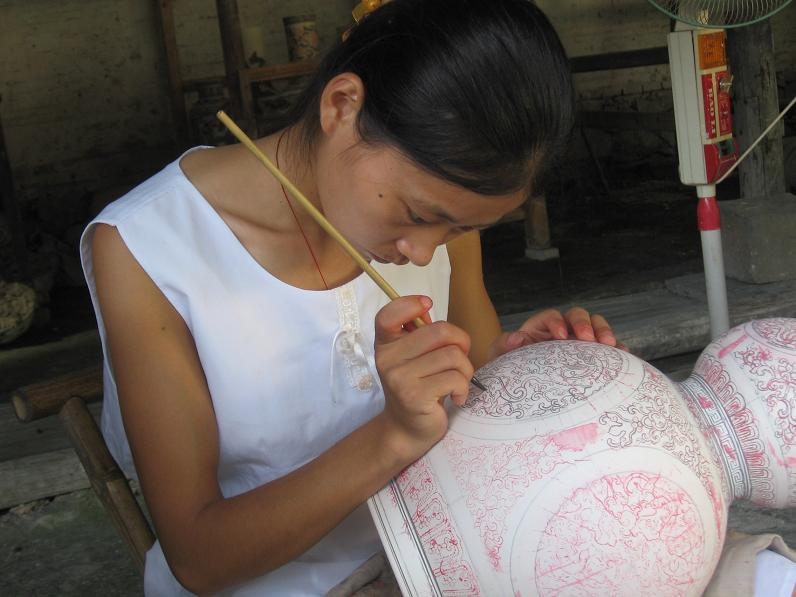
Atelier de peinture sur porcelaine

Jingdezhen a été, et reste sans doute encore, la capitale mondiale de la porcelaine.
Déjà, sous la dynastie Tang, on disait de Jingdezhen, dans le district de Fuliang, que la ville abritait « des fours reliant un village à un autre, des fours allumés partout ».
Sous la dynastie mongole des Yuan, les premières porcelaine « bleu et blanc », trouvées dans des tombes datant de 1319 à 1336, venaient pour la plupart de Jingdezhen.
Sous les Ming, à travers des siècles d'expérience, les fours jingdezhen avaient atteint la perfection dans la translucidité et l'éclat de leur porcelaine, et, grâce à leurs liens avec la Cour, la région autour de Jingdezhen devint le centre de l'industrie de la porcelaine en Chine. L'administration impériale de la porcelaine s'installa à Jingdezhen en 1393 ou 1402. 
 En 1540, plus de 10 000 personnes travaillaient à la production de la céramique à Jingdezhen.
Sous la dynastie mandchoue des Qing enfin, selon le Père d'Entrecolles, la ville comptait, au début du XVIIIe siècle, 18 000 familles de potiers, pour une population totale de 1 000 000 habitants, c'est-à-dire trois fois plus qu'aujourd'hui.

## Économie
En 2005, le PIB total a été de 19,3 milliards de yuans, et le PIB par habitant de 12 596 yuans.

La ville abrite également le siège social de la Changhe Aircraft Industries Corporation.

## Subdivisions administratives
La ville-préfecture de Jingdezhen exerce sa juridiction sur quatre subdivisions - deux districts, une ville-district et un xian :
- le district de Zhushan - 珠山区, zhūshān qū ;
- le district de Changjiang - 昌江区, chāngjiāng qū ;
- la ville-district de Leping - 乐平市, lèpíng shì ;

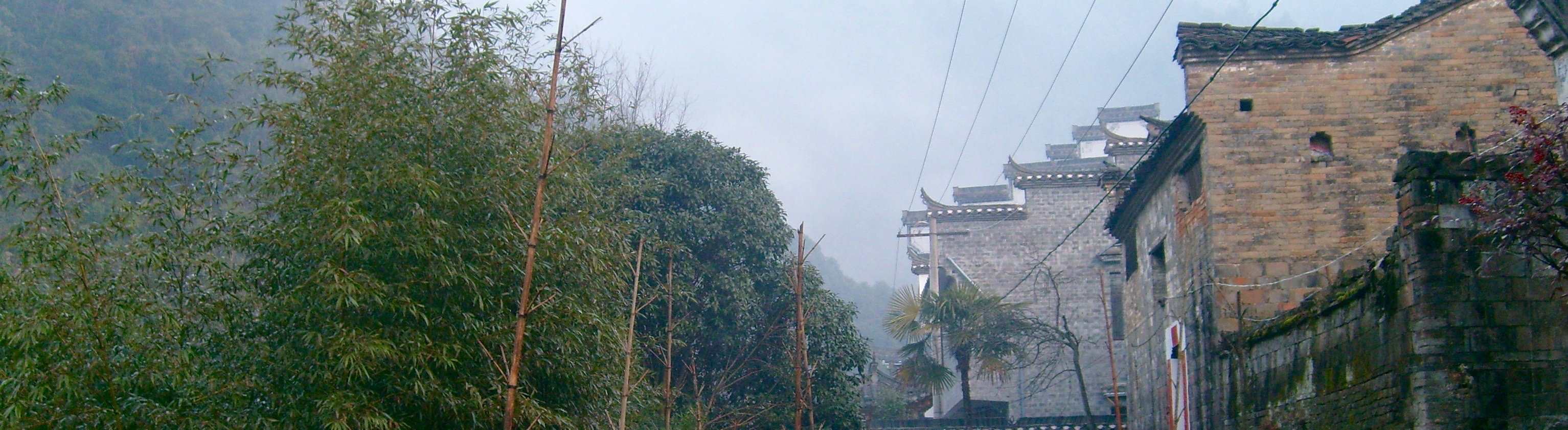
Ruelle ancienne de Jingdezhen

- la xian de Fuliang - 浮梁县, fúliáng xiàn.

## Station ferroviere et routière
La ville-préfecture comporte trois gares ferroviaires, la gare du Nord (景德镇北站) 、 la gare de Leping Nord (乐平北站) et la gare de Fuliang Est (浮梁东站)（circulation depuis 27 Dec. 2023）. En face de la gare centrale est située la gare routière de l'Est (景德镇东汽车站).

### Aéroport
L'aéroport de Jingdezhen Luojia (chinois : 景德镇罗家机场) (code IATA : JDZ • code OACI : ZSJD) est l'aéroport civil de la ville-préfecture.
En novembre 1959, les travaux de construction de l'aéroport Luojia à Jingdezhen ont commencé, avec à l'époque une classification de zone de vol de niveau 1B. En 1960, la station d'aviation civile de Jingdezhen a été établie et en septembre, l'aéroport Luojia a officiellement ouvert, lançant une ligne vers Nanchang. En 1987, l'aéroport ne répondant plus aux normes de l'industrie, a dû suspendre ses opérations. En septembre 1992, la première phase des travaux d'agrandissement et de rénovation de l'aéroport a débuté, financée par le gouvernement municipal de Jingdezhen et impliquant l'acquisition de 1710.06 mu de nouveau terrain. Le 10 septembre 1996, l'aéroport a repris ses vols avec China Eastern Airlines opérant la ligne vers Shanghai avec un avion Fokker FK-100, et la classification de la zone de vol a été mise à jour à 4C. En 2003, l'aéroport a adopté une gestion localisée. Le 24 juillet 2006, il est devenu membre du groupe Capital Airports, avec une restructuration de sa gestion sous le nom de Jiangxi Airport Group Company Jingdezhen Airport Branch. Le 7 décembre 2008, la construction du nouveau terminal a officiellement commencé. En 2010, le nouveau terminal est entré en service. En novembre 2016, la Commission de développement et de réforme de la province du Jiangxi a publié le "Plan de développement quinquennal pour l'expansion de l'ouverture et la coopération dans le nord-est du Jiangxi", proposant le déplacement de l'aéroport Luojia de Jingdezhen. En 2019, le trafic de passagers a atteint 580 000 personnes. Le 28 juin 2021, la cérémonie de pose de la première pierre pour le projet d'amélioration des capacités de soutien de la zone de vol de l'aéroport Luojia a eu lieu ; le 21 octobre, le design préliminaire et le budget du projet ont été approuvés conjointement par l'Administration de l'aviation civile de Chine pour la région de l'Est et la Commission de développement et de réforme de la province du Jiangxi. 
Pendant la saison hiver-printemps 2022/2023, l'aéroport Luojia de Jingdezhen a accueilli 5 compagnies aériennes qui ont ouvert 8 lignes aériennes, desservant au total 13 aéroports dans 12 villes: Beijing, Shanghai, Shenzhen, Guangzhou, Tianjin, Qingdao, Chengdu, Xiamen, Kunming, Xi'an, Ningbo et Haikou.

### Ferroviaire
La gare du Nord de Jingdezhen ne comporte pas encore en 2017 de ligne à grande vitesse. Il faut plus de cinq heures, en train omnibus (ligne K7816), pour parcourir les plus de 150 km qui séparent Nanchang, la capitale provinciale, à Jingdezhen, contre moins de trois heures en bus.

### Route

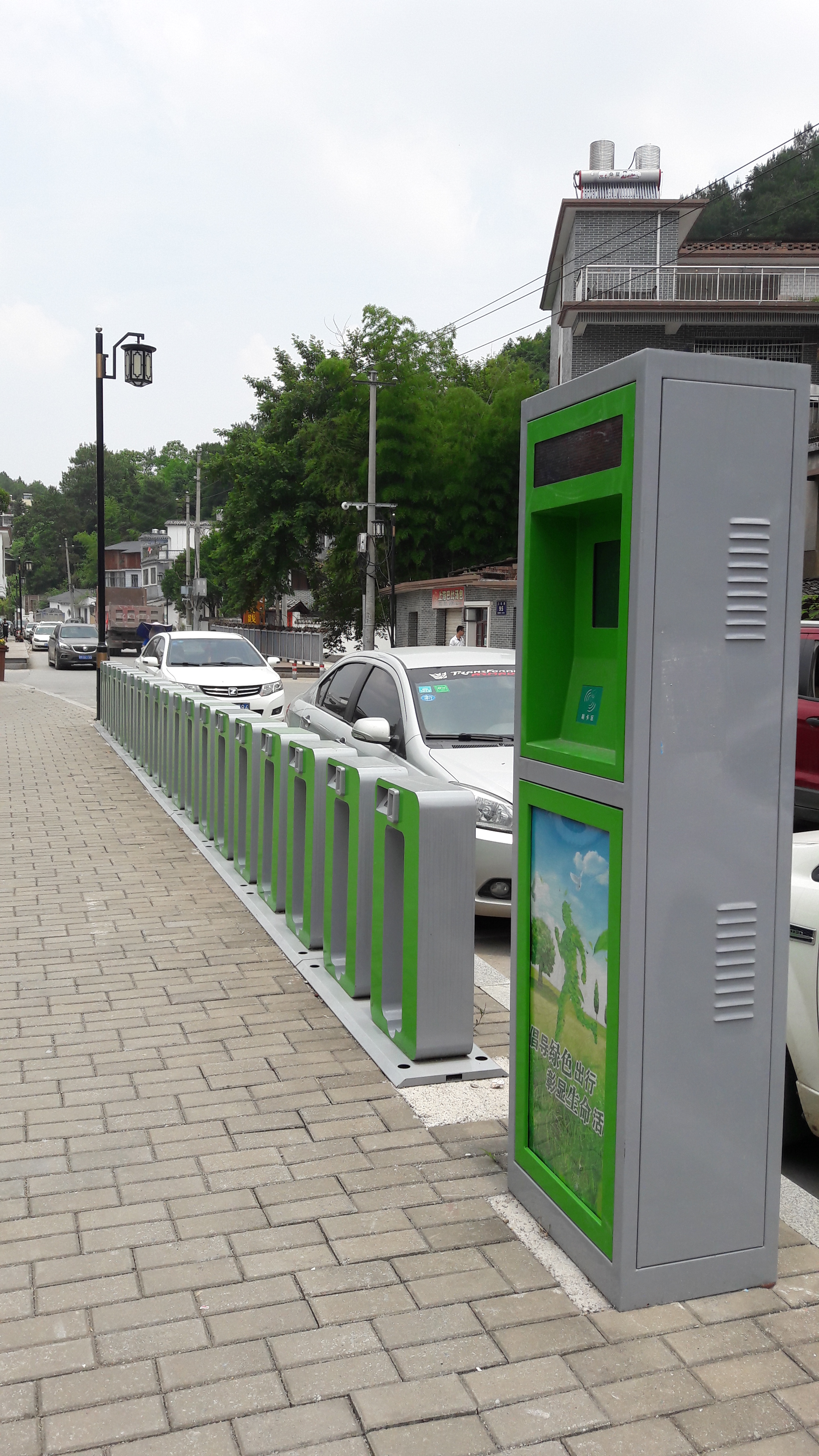
Borne de vélos en libre service route Sanbao (三宝路).

La gare routière de l'Est comporte des lignes de bus reliant principalement Jingdezhen à différentes villes de la province, telles que Nanchang, la capitale provinciale, ainsi que Anqing, Caoxizhen (zh) (曹溪镇), Chongren, Dongxiang, Fuzhou (du Jiangxi), Ganzhou, Guangfeng, Hengfeng, Hukou, Jiujiang, Leping, Nancheng, Nanfeng, Pingxiang, Shangrao, Xingzi, Yixing ou Yiyang, mais également des villes plus éloignées telles que Changsha (Hunan), Hangzhou (Zhejiang), Nankin (Jiangsu), ou encore Shanghai.
De nombreuses lignes de bus sillonnent la ville au tarif de un yuan (environ 0,13 € en 2018).
La ville comporte également un réseau de vélos en libre service.

### Vidéo
- (fr) Reportage / Jingdezhen vue par le sculpteur Marc DUQUESNOY